# Dupré
Dupré ist ein französischer Familienname.

## Namensträger
- Albert Dupré (1860–1940), französischer Organist und Chorleiter
- Alfred Dupré (1904–1956), deutscher Maler
- Amalia Dupré (1842–1928), italienische Bildhauerin
- Athanase Dupré (1808–1869), französischer Mathematiker und Physiker
- August Dupré (1835–1907), deutsch-britischer Chemiker
- Augustin Dupré (1748–1833), französischer Münzgraveur und Medailleur
- Carl V. Dupré (* 1965), US-amerikanischer Drehbuchautor
- Catherine-Jeanne Dupré (Madame Quinault-Dufresne; 1705–1767), französische Schauspielerin
- Célia Dupré (* 2001), Schweizer Ruderin
- Claus Dupré (* 1948), deutscher Automobilrennfahrer
- Danièle Dupré (1938–2013), französische Chansonsängerin
- Ernest Duprè (1862–1921), französischer Psychiater
- Frank Dupré (* 1954), deutscher Bauunternehmer
- Georges Dupré (Maler) (1807–1853), französischer Maler
- Georges Dupré (Medailleur) (1869–1909), französischer Graveur, Medailleur und Bildhauer
- Georges Dupré (Buchhändler) (* 1927), französischer Buchhändler
- Giovanni Dupré (1817–1882), italienischer Bildhauer
- Guillaume Dupré (Medailleur) (1576–1643), französischer Bildhauer, Medailleur und Edelsteinschneider
- Guillaume Dupré (Mediziner) (1640–1700), französischer Arzt
- Guillaume Dupré (Bildhauer, † 1767) († 1767), französischer Bildhauer
- H. Garland Dupré (1873–1924), US-amerikanischer Politiker
- Jacques Dupré (1773–1846), US-amerikanischer Politiker
- Jean-Paul Dupré (* 1944), französischer Politiker
- John Dupré (* 1952), britischer Philosoph
- Jos Dupré (1928–2021), belgischer Politiker (CVP)
- Joseph-Marie Girey-Dupré (1769–1793), französischer Publizist und Revolutionär
- Jules Dupré (1811–1889), französischer Maler
- Julien Dupré (1851–1910), französischer Maler
- Louis Dupré (Tänzer) (1697–1774), französischer Tänzer und Choreograf
- Louis Dupré (Maler) (1789–1837), französischer Maler
- Louis Dupré (Archäologe) (1925–1989), US-amerikanischer Archäologe
- Louis Dupré (Philosoph) (1925–2022), belgisch-US-amerikanischer Philosoph
- Lucius Jacques Dupré (1822–1869), US-amerikanischer Jurist und Politiker
- Marcel Dupré (1886–1971), französischer Organist und Komponist
- Nicolas-François Dupré de Saint-Maur (1695–1774), französischer Finanzhistoriker
- Patrick Dupré (Künstler) (* 1945), französischer Op-Art und Kinetischer Künstler
- Patrick DuPré (Pat DuPré) (* 1954), US-amerikanischer Tennisspieler
- Paul Dupré-Lafon (1900–1971), französischer Architekt und Dekorateur
- Paula DuPré Pesmen, US-amerikanische Filmproduzentin und Drehbuchautorin
- Thomas Ludger Dupré (1933–2016), US-amerikanischer Geistlicher, Bischof von Springfield
- Victor Dupré (1884–1938), französischer Radsportler
- Wilhelm Dupré (1936–2024), deutscher Religionsphilosoph
- Xavier Dupré (* 1977), französischer Grafikdesigner und Schriftgestalter
- Yanick Dupré (1972–1997), kanadischer Eishockeyspieler

## Geographische Objekte
- Dupre (St. Lucia), Siedlung in Choiseul, St. Lucia